# 第1等灯台

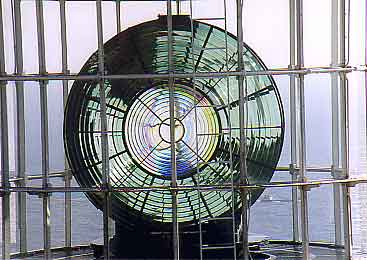
室戸岬灯台の第1等レンズ

第1等灯台（だいいっとうとうだい）は、第1等レンズ（レンズ直径 259 cm、焦点距離 92 cm）を使用した灯台で、日本では、現在5ヶ所しかない。

## 灯台レンズの等級
| 等級         | 第1等 | 第2等 | 第3等 大型 | 第3等 小型 | 第4等 | 第5等 | 第6等 |
| 焦点距離     | 920   | 700   | 500        | 375        | 250   | 187.5 | 150   |
| 内径         | 1,840 | 1,400 | 1,000      | 750        | 500   | 3750  | 300   |
| レンズの高さ | 2,590 | 2,068 | 1,576      | 1,250      | 722   | 5410  | 433   |

灯台で使用しているレンズには、いちばん大きい1等から順に6等までと、6等より小さい等外という等級があり、レンズの焦点距離の長さによって格付けされたもので、日本の中・大型灯台で使用されている灯台レンズの大きさを表す。一番大きなレンズを使用している灯台が第1等灯台と呼ばれている。

## 歴史
日本で最初の第1等灯台は野島埼灯台（洋式灯台としては2番目に、1870年1月22日に初点灯）であった。野島埼灯台ではフランス製の第1等フレネル式不動レンズを使用していたが、現在では第2等フレネル式閃光レンズに変わっている。
また、1874年5月1日に初点灯した御前埼灯台では、初めて回転式の第1等フレネル式閃光レンズ（フランス製）が使用されたが、太平洋戦争で破損し、現在は第3等大型フレネル式閃光レンズに変わっている。
我が国で、現役で使われている最古の灯台レンズは、山口県下関市に存在する角島灯台（1876年3月1日初点灯）の第1等フレネル式8面閃光レンズ（フランス製・1874年製造）であり、角島灯台は国の重要文化財に登録されている。
上に述べたことからわかる通り、当初はもっぱら外国製のレンズが採用されている。初めて国産の第1等レンズが取り付けられたのは沖ノ島灯台（1921年12月初点灯）である。このレンズは2007年まで使用されたが、現在では LB-M30型灯器に変わっている。

## 現存する第1等灯台の一覧
| 画像 | 灯台名         | 所在地                               | 初点灯日                   |
| ---- | -------------- | ------------------------------------ | -------------------------- |
|      | 犬吠埼灯台     | 千葉県銚子市犬吠埼9576               | 1874年（明治7年）11月15日  |
|      | 経ヶ岬灯台     | 京都府京丹後市丹後町袖志             | 1898年（明治31年）12月25日 |
|      | 出雲日御碕灯台 | 島根県出雲市大社町日御碕秋台原山1478 | 1903年（明治36年）4月1日   |
|      | 角島灯台       | 山口県下関市豊北町大字角島           | 1876年（明治9年）3月1日    |
|      | 室戸岬灯台     | 高知県室戸市室戸岬町6939             | 1899年（明治32年）4月1日   |